# Raymond Radiguet

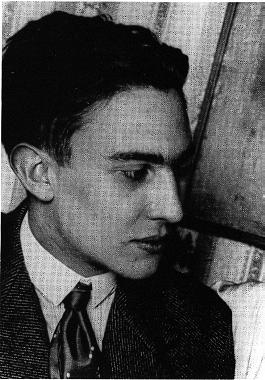
Raymond Radiguet

Raymond Radiguet (ur. 18 czerwca 1903, zm. 12 grudnia 1923) – francuski pisarz, dramaturg i dziennikarz.

## Życie
Urodził się w Saint-Maur-des-Fossés, w pobliżu Paryża, w rodzinie karykaturzysty Maurice Radigueta, jako najstarszy z siedmiorga rodzeństwa. W 1917 przeniósł się do stolicy, gdzie po zdaniu egzaminów rozpoczął naukę w słynnym liceum Karola Wielkiego jako stypendysta. Uznawany za przeciętnego ucznia, większość czasu poświęcał lekturze. Poznał pisarzy XVII i XVIII wieku, wśród których szczególnie cenił powieść Księżna de Clèves Madame de La Fayette; interesowali go też Stendhal, Marcel Proust, a także poeci: Verlaine, Mallarmé, Arthur Rimbaud, Lautréamont.

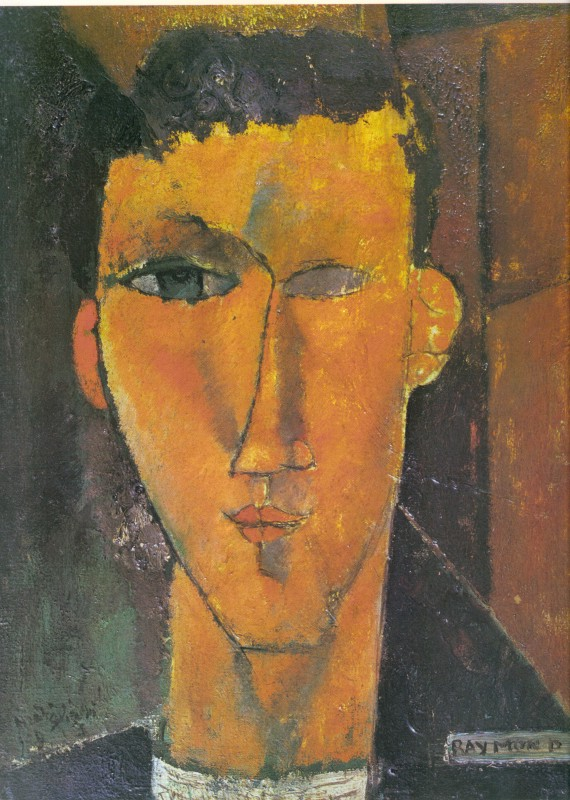
Raymond Radiguet – Modigliani (1915).

W wieku 15 lat porzucił naukę, aby poświęcić się dziennikarstwu i literaturze. Rozpoczął współpracę z czasopismem „L’Intransigeant”, w którym jego ojciec publikował karykatury. Dołączył do modernistów, nawiązując przyjaźń z pisarzami i poetami, takimi jak André Salmon, Max Jacob, Pierre Reverdy oraz ze swoim późniejszym wydawcą François Bernouardem. Poznał też malarzy: Juan Grisa, Picassa i Modiglianiego, spotykał się z młodymi kompozytorami, wśród których byli: Milhaud, Georges Auric, Francis Poulenc i Arthur Honegger. Pod pseudonimem „Rajiky” opublikował liczne bajki i poezje w rozpoczynającym dopiero swoją działalność czasopiśmie „Le Canard enchaîné”.
W 1918 roku poznał Jeana Cocteau, który rozpoznał jego talent, zachęcał go, popierał i pomagał publikować wiersze w awangardowych czasopismach, takich jak: „Sic” i „Littérature”. W maju 1920 roku nierozłączni przyjaciele założyli czasopismo „Le Coq”, z którym współpracowali między innymi kompozytor Georges Auric, malarz Roger de la Fresnay, pisarz Paul Morand i rumuński dadaista Tristan Tzara. Cocteau, według plotki krążącej w tym czasie w Paryżu, był nie tylko mentorem, ale także kochankiem Radigueta, który utrzymywał także kilka dobrze udokumentowanych związków z kobietami. Anegdota opowiadana przez Hemingwaya rozwścieczyła Cocteau, doprowadzając go do oskarżania Radigueta o dekadencję (znanego w paryskich kręgach literackich jako „Monsieur Bébé” – „Pan Dzieciak”) za schadzki z jedną z modelek: „Bébé est vicieuse. Il aime les femmes.” („Dzidzia jest zepsuta. Kocha kobiety.” [Należy zwrócić uwagę na użycie przymiotnika w formie żeńskiej]). Radiguet, twierdzi Hemingway, zaangażował swoją seksualność do osiągnięcia postępów w karierze, będąc pisarzem „który potrafił robić karierę nie tylko za pomocą swojego pióra, ale także ołówkiem (członkiem)”.
W 1921 Radiguet porzucił chaotyczne życie i narzucił sobie na dwa lata mocną dyscyplinę. « Nic mniej uporządkowanego niż jego życie zewnętrzne, napisał później Joseph Kessel również jego przyjaciel, i nic bardziej harmonijnego, zrównoważonego, lepiej skonstruowanego i lepiej chronionego niż jego życie wewnętrzne. Może włóczyć się od baru do baru, nie spać całe noce, błądzić od pokoju do pokoju hotelowego, a jego duch pracował ze stałą jasnością, cudowną i pewną logiką.»
Dzięki temu we wrześniu tego roku, w Piquey, z dala od Paryża, gdzie przebywał również Cocteau, zakończył pisanie powieści. Radiguet opublikował tę pierwszą i najsłynniejszą powieść, Le Diable au corps (tyt. pol. Opętanie) na początku 1923 roku. Jest to pisana w pierwszej osobie historia szesnastolatka, przeżywającego romans z młodą mężatką, podczas gdy jej mąż przebywa na froncie. Powieść zaatakowała obowiązujący wówczas heroizm wojenny i wywołała skandal w kraju, który właśnie wyszedł z I wojny światowej. Choć Radiguet zaprzeczył, ustalono później, że historia ta była w dużej mierze autobiograficzna. Krytycy niemile zaskoczeni silną kampanią reklamową towarzyszącą publikacji tej książki (w tym czasie było to coś, co zwykle nie towarzyszyło dziełom o wartości literackiej), przekonali się wkrótce do jakości pisarstwa i trzeźwego, obiektywnego stylu Radigueta.
Jego druga powieść, Le bal du Comte d'Orgel powstała w Lavandou, gdzie przebywał w towarzystwie Cocteau i innych przyjaciół, również opisuje skomplikowane uczucia miłosne. Utwór ten został opublikowany dopiero pośmiertnie w 1924. W wieku 20 lat Radiguet zmarł w 1923 na dur brzuszny, na który zachorował po powrocie z podróży odbytej razem z Cocteau. W reakcji na tę śmierć Francis Poulenc napisał, „Przez dwa dni nie byłem w stanie nic zrobić, tak byłem zaskoczony” (Ivry 1996).
W świetle przedwczesnej śmierci proroczo brzmią końcowe fragmenty Opętania: Człowiek o nie uporządkowanym życiu, który nie przeczuwa, że niedługo umrze, ustatkowuje się nagle. Zaczyna żyć inaczej. Porządkuje papiery. Wcześnie wstaje i wcześnie kładzie się spać. Wyrzeka się swych wad. Otoczenie się cieszy. Toteż śmierć wydaje się tym bardziej niesprawiedliwa. Żyłby teraz przecież szczęśliwie.
Poza powieściami, napisał również libretto do słynnej opery komicznej Erika Satie Paul et Virgnie oraz komedię w dwóch aktach Les Pélicans.
W roku 1947 Claude Autant-Lara na podstawie powieści Radigueta Opętanie stworzył film Diabeł wcielony, w którym wystąpił Gérard Philipe. Ukazując się tuż po II wojnie światowej, film wywołał szerokie spory. Pośród kinowych wersji opowieści Radigueta (1946, 1970, 1986, 1989 i 1990), zasłynął film Marco Bellocchio, Il diavolo in corpo z roku 1986, jako jeden z pierwszych należących do kina głównego nurtu, który ukazał seks niesymulowany.

## Dzieła
- Les joues en feu – 1920 – poezje.
- Le Diable au corps 1923 – powieść – I wyd. polskie pt. Diabeł wcielony 1925, późniejsze Opętanie
- Le bal du Comte d'Orgel 1924 – powieść – wyd pol. 1958: Bal u hrabiego d'Orgel.
- Ouvres complètes de Raymond Radiguet, Editions Stock, Paris 1993 – wydanie zbiorowe dzieł pisarza.